# Кухиња
Кухиња или кујна, је просторија у кући (или у угоститељском објекту) намењена припремању и одлагању хране. У кухињи се налазе штедњак, судопера, фрижидер, ормари за посуђе и сл. Такође могу имати машину за прање судова и микроталасну пећницу. Неретко у кухињи се налази и сто на коме се сервира храна.
Комерцијалне кухиње налазе се у ресторанима, кафетеријама, хотелима, болницама, образовним и радним објектима, касарнама и сличним установама. Ове кухиње су углавном веће и опремљене већом и тежом опремом од стамбене кухиње. На пример, велики ресторан може имати огроман фрижидер и велику комерцијалну машину за прање судова. У неким случајевима, комерцијална кухињска опрема, као што су комерцијалне судопере, користи се у домаћинству јер нуде једноставну употребу за припрему хране и високу издржљивост. Комерцијалне кухиње углавном подлежу законима о јавном здрављу. Повремено их контролишу службеници јавног здравља и затварају се ако не испуњавају хигијенске услове прописане законом.

## Историја

### Средњи век
Рано-средњовековне европске дугачке куће имале су отворену ватру испод највише тачке зграде. „Кухињски део” био је између улаза и огњишта. У богатим домовима обично је било више од једне кухиње. У неким домовима било је и више од три кухиње. Кухиње су биле подељене на основу врста хране која се у њима припремала.
Кухиња је могла бити одвојена од великог ходника због дима од ватре за кување и шансе да пожар измакне контроли. Неколико средњовековних кухиња је преживело, јер су биле „ноторно ефемерне структуре“.

### Колонијална Америка
У Конектикату, као и у другим колонијама Нове Енглеске током колонијалне Америке, кухиње су се често градиле као засебне просторије и налазиле су се иза салона и оставе или трпезарије. Један рани запис о кухињи налази се у инвентару имања Џона Портера из Виндзора, Конектикат из 1648. У кухињи су били наведени: сребрне кашике, калај, месинг, гвожђе, оружје, муниција, конопља, лан и „други прибор“.

### Рационализација
Прекретница је била кухиња коју је у Франкфурту дизајнирала Маргаретхе Шите-Лихоцки. Жене из радничке класе су често радиле у фабрикама како би осигурале опстанак породице, јер плате мушкараца често нису биле довољне. Пројекти социјалног становања довели су до следеће прекретнице - Франкфуртске кухиње. Развијена 1926. године, ова кухиња је имала димензије 1,9 x 3,4 м. Изграђена је у две сврхе: да оптимизује рад кухиње како би се смањило време кувања и трошкови изградње. Дизајн, који је креирала Лихоцки, био је резултат детаљних студија кретања током времена и интервјуа са будућим станарима како би се идентификовало шта им је потребно у кухињама. Уграђена кухиња Шите-Лихоцки изграђена је у око 10.000 станова у стамбеним пројектима подигнутим у Франкфурту 1930-их.

## Материјали
Франкфуртска кухиња из 1926. направљена је од неколико материјала у зависности од примене. Модерне уградне кухиње данашњице користе иверице или МДФ, украшене разним материјалима и завршним обрадама укључујући фурнир, лак, стакло, меламин, ламинат, керамику и еко сјај. Врло мали број произвођача производи кућне уградне кухиње од нерђајућег челика. Све до 1950-их, челичне кухиње су користиле архитекте, али су овај материјал замениле јефтиније плоче од иверице понекад украшене челичном површином.

## Планирање домаће кухиње
Дизајн домаћих (или стамбених) кухиња је релативно нова дисциплина. Прве идеје за оптимизацију рада у кухињи датирају из књиге Катарин Бичер Трактат о домаћој економији (1843, ревидирана и поново објављена заједно са њеном сестром Харијет Бичер Стоу као The American Woman's Home 1869). Бичерина "моделна кухиња" је по први пут пропагирала систематски дизајн заснован на раној ергономији. Дизајн је укључивао редовне полице на зидовима, довољно радног простора и наменске складишне просторе за разне прехрамбене артикле. Бичер је чак раздвојила функције припреме хране и кувања тако што је преместила штедњак у одељак поред кухиње.
Кристин Фредерик је од 1913. објавила серију чланака на тему „Управљање новим домаћинством“ у којима је анализирала кухињу пратећи Тејлористичке принципе ефикасности, представила детаљне студије временског кретања и из њих извела дизајн кухиње. Њене идеје су 1920. узете од стране архитеката у Немачкој и Аустрији, пре свега Бруна Таута, Ерне Мејер, Маргарете Шите-Лихоцки и Бенита Отеа, који је дизајнирао прву опремљену кухињу за Haus am Horn, која је завршена 1923.
Док је ова „радна кухиња“ и варијанте које су из ње произашле биле велики успех за стамбене зграде, власници кућа су имали различите захтеве и нису желели да буду ограничени на кухињу од 6,4 м2. Ипак, дизајн кухиње је углавном био ад хок према хировима архитекте. У САД је 1944. основан „Савет за мале домове“, од 1993. „Савет за истраживање зграда“ на Архитектонском факултету Универзитета Илиноис у Урбана–Шампејну са циљем да побољша стање уметности у изградњи зграда, првобитно са нагласком на стандардизацији ради смањења трошкова. Тамо је формализован појам кухињског радног троугла: три главне функције у кухињи су складиштење, припрема и кување (што је Катарин Бичер већ препознала), а места за ове функције треба да буду распоређена у кухињи у тако да рад на једном месту не омета рад на другом месту, растојање између ових места није непотребно велико, и да нема препрека на путу. Природни распоред је троугао, са фрижидером, судопером и штедњаком на врху.
Ово запажање довело је до неколико уобичајених кухињских облика, које обично карактерише распоред кухињских ормарића и судопера, штедњака и фрижидера:
- Кухиња у једној линији (такође позната као једносмерна кухиња) има све ово дуж једног зида; радни троугао се дегенерише у праву. Ово није оптимално, али често је једино решење ако је простор ограничен. Ово може бити уобичајено у поткровљу који се претвара у стамбени простор или у студио апартман.
- Кухиња у две линије (или двосмерна кухиња) има два реда ормара на супротним зидовима, од којих један садржи штедњак и судопер, а други фрижидер. Ово је класична радна кухиња и ефикасно користи простор.
- У L-кухињи, ормарићи заузимају два суседна зида. Опет, радни троугао је сачуван, а можда чак има места и за додатни сто на трећем зиду, под условом да не сече троугао.
- U-кухиња има ормаре дуж три зида, обично са умиваоником у дну. Ово је такође типична радна кухиња, осим ако друга два реда ормарића нису довољно кратка да се постави сто на четврти зид.
- G-кухиња има ормаре дуж три зида, као U-кухиња, и такође делимичан четврти зид, често са дуплим умиваоником на углу G облика. G-кухиња пружа додатни простор за рад и складиштење и може да подржи два радна троугла. Модификована верзија G-кухиње је двострука L, која дели G на две компоненте у облику слова L, у суштини додајући мање острво или полуострво у облику слова L у L-кухињи.

- Блок кухиња (или острво) је новији дизајн, који се обично налази у отвореним кухињама. Овде се штедњак и судопера постављају тамо где би L или U кухиња имала сто, у облику слободностојећег „острва”, одвојеног од осталих ормарића. У затвореној просторији, ово нема много смисла, али у отвореној кухињи чини штедњак приступачним са свих страна, тако да две особе могу заједно да кувају, и омогућава контакт са гостима или остатком породице а кувар није окренут више према зиду. Поред тога, радна плоча кухињског острва може да функционише као површина за сервирање оброка на бази шведског стола или за доручак и ужину.

## Друге врсте
Кухиње у ресторанима (и кухиње у дворцима) су често биле места где је нова технологија прво коришћена. На пример, „штедњак за уштеду енергије“ Бенџамина Томпсона, потпуно затворена гвоздена пећ из раног 19. века која користи једну ватру за загревање неколико лонаца, дизајнирана је за велике кухиње; прошло је још тридесет година пре него што је прилагођена за кућну употребу.
Од 2017. кухиње ресторана обично имају поплочане зидове и подове и користе нерђајући челик за друге површине (радни сто, али и фронтове врата и фиока) јер су ови материјали издржљиви и лаки за чишћење. Професионалне кухиње су често опремљене плинским штедњацима, јер оне омогућавају куварима да брже и боље регулишу топлоту од штедњака на струју. Неки специјални уређаји су типични за професионалне кухиње, као што су велике фритезе, уређаји за кување на пари или водена купатила.
Трендови брзе и готове хране променили су начин рада кухиња ресторана. Неки од ових ресторана могу само да "заврше" готову храну која им се достави или само подгреју потпуно припремљена јела. Највише могу да пеку хамбургере или бифтеке. Али у раном 21. веку, продавнице привлаче већу пажњу обављањем више припреме хране на лицу места и бољом услугом за кориснике од неких продавница брзе хране.
Кухиње у железничким вагон-ресторанима представљале су посебне изазове: простор је ограничен, а особље мора бити у стању да брзо послужи велики број оброка. Нарочито у раној историји железнице, ово је захтевало беспрекорну организацију процеса; у модерним временима, микроталасна пећница и припремљена јела су знатно олакшали овај задатак. На јахтама, кухиње су често скучене, са једним или два горионика који се напајају из плинске боце. Насупрот томе, кухиње на крузерима или великим ратним бродовима су у сваком погледу упоредиве са ресторанима или кухињама кантине.
На путничким авионима кухиња се своди на оставу. Улога посаде је да загреје и послужи оброке током лета које доставља кетеринг компанија. Екстремни облик кухиње јавља се у свемиру, на пример, на свемирском шатлу или на Међународној свемирској станици. Храна астронаута је углавном потпуно припремљена, дехидрирана и затворена у пластичне кесе пре лета. Кухиња је сведена на модул за рехидратацију и грејање.
Спољни простори у којима се припрема храна углавном се не сматрају кухињама, иако се отворени простор који је постављен за редовну припрему хране, на пример када се кампује, може назвати „кухињом на отвореном“. Кухиња на отвореном у кампу може бити постављена у близини бунара, пумпе за воду или чесме за воду, и може обезбеђивати столове за припрему и кување хране (помоћу преносивих пећи за камп). Неки кухињски делови кампа имају велики резервоар пропана повезан са горионицима тако да камписти могу да кувају своје оброке. Војни кампови и слична привремена насеља номада могу имати наменске кухињске шаторе, који имају отвор за одвод дима од кувања.
У школама у којима се предају кућна економија, прехрамбена технологија (раније позната као „"домаћинство“) или кулинарска уметност, обично постоји низ кухиња са вишеструком опремом (слично у неким аспектима са лабораторијама) искључиво у сврху подучавања. Оне се састоје од више радних станица, свака са својом пећницом, судопером и кухињским прибором, где наставник може показати ученицима како да спремају храну и кувају је.

## Региони

### Кина
Кухиње у Кини се зову chúfáng(厨房). Пре више од 3000 година, стари Кинези су користили динг за кување хране. Динг је развијен у вок и лонац који се данас користи. Многи Кинези верују да постоји Бог кухиње који чува кухињу за породицу. Према овом веровању, бог се враћа на небо да би дао извештај цару од жада сваке године о овом породичном понашању. Сваке кинеске Нове године породице се окупљају да се моле богу кухиње да поднесе добар извештај небу и пожели му да донесе добре вести петог дана Нове године.
Најчешћа опрема за кување у кинеским породичним кухињама и кухињама ресторана су вокови, корпе за кување на пари и лонци. Кинези су традиционално користили дрво или сламу као гориво за кување хране.

### Јапан
Кухиње у Јапану се зову даидокоро (台所; буквално "кухиња"). Даидокоро је место где се припрема храна у јапанској кући. До Меиђи ере, кухиња се звала и камадо (かまと; лит. шпорет) и постоје многе изреке на јапанском језику које укључују камадо јер се сматрао симболом куће, а термин се чак могао користити и за „породицу“ или „домаћинство”. Приликом раздвајања породице то се звало Камадо во вакеру, што значи "раздвојити пећ". Камадо во иабуру (лит. "разбити пећ") значи да је породица банкротирала.

### Индија
У Индији се кухиња назива "Расои" (на хинди\санскриту) или "Сваиампак гхар" на маратском, а постоје и многа друга имена за њу на различитим регионалним језицима. Много различитих метода кувања постоји широм земље, а структура и материјали који се користе у изградњи кухиња варирају у зависности од региона. На пример, у северној и централној Индији, кување се обављало у глиненим пећима званим „Чулха“, које су ложене на дрва, угаљ или сушену крављу балегу. У домаћинствима у којима су чланови примењивали вегетаријанство, одржаване су одвојене кухиње за кување и складиштење вегетаријанске и не-вегетаријанске хране. Верске породице често третирају кухињу као свети простор. Индијске кухиње су изграђене на основу индијске архитектонске науке која се зове вастусхастра. Индијска кухиња васту је од највеће важности приликом дизајнирања кухиња у Индији. Модерни архитекти такође прате норме вастусхастре док дизајнирају индијске кухиње широм света.
Док многе кухиње које припадају сиромашним породицама и даље користе глинене пећи и старије облике горива, урбана средња и виша класа обично имају плинске пећи са цилиндрима или прикљученим на плин. Електричне плоче за кување су ређе јер троше велику количину електричне енергије, али микроталасне пећнице постају све популарније у урбаним домаћинствима и комерцијалним предузећима. Индијске кухиње такође подржавају биогас и соларну енергију као гориво. Највећа светска кухиња на соларну енергију изграђена је у Индији. У сарадњи са државним органима, Индија подстиче домаћа постројења на биогас да подрже кухињски систем.